# 林迪希格拉本河
48°54′43″N 10°38′28″E / 48.91194°N 10.64108°E
林迪希格拉本河（德語：Lindichgraben），是德國的河流，位於該國東南部，由巴伐利亞負責管轄，屬於沃爾尼茨河的支流，河道全長5公里，發源自波爾辛根附近。